# Leche frita

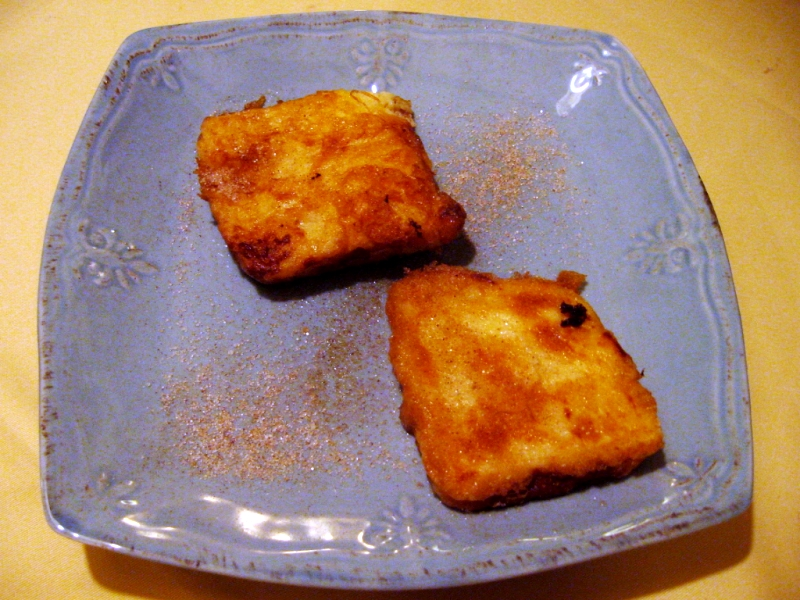
Leche frita.

La leche frita es un tipo de fruta de sartén dulce propia de la repostería española. Se realiza a base de harina cocida con leche y azúcar hasta que espese, cortándose la masa resultante en porciones que posteriormente se fríen. Suele servirse como un postre, espolvoreado con azúcar y canela en polvo.

## Historia
El origen de la receta es incierto, reivindicando varias regiones españolas su autoría, si bien se suele considerar que surgió en la provincia de Provincia de Palencia.

## Preparación

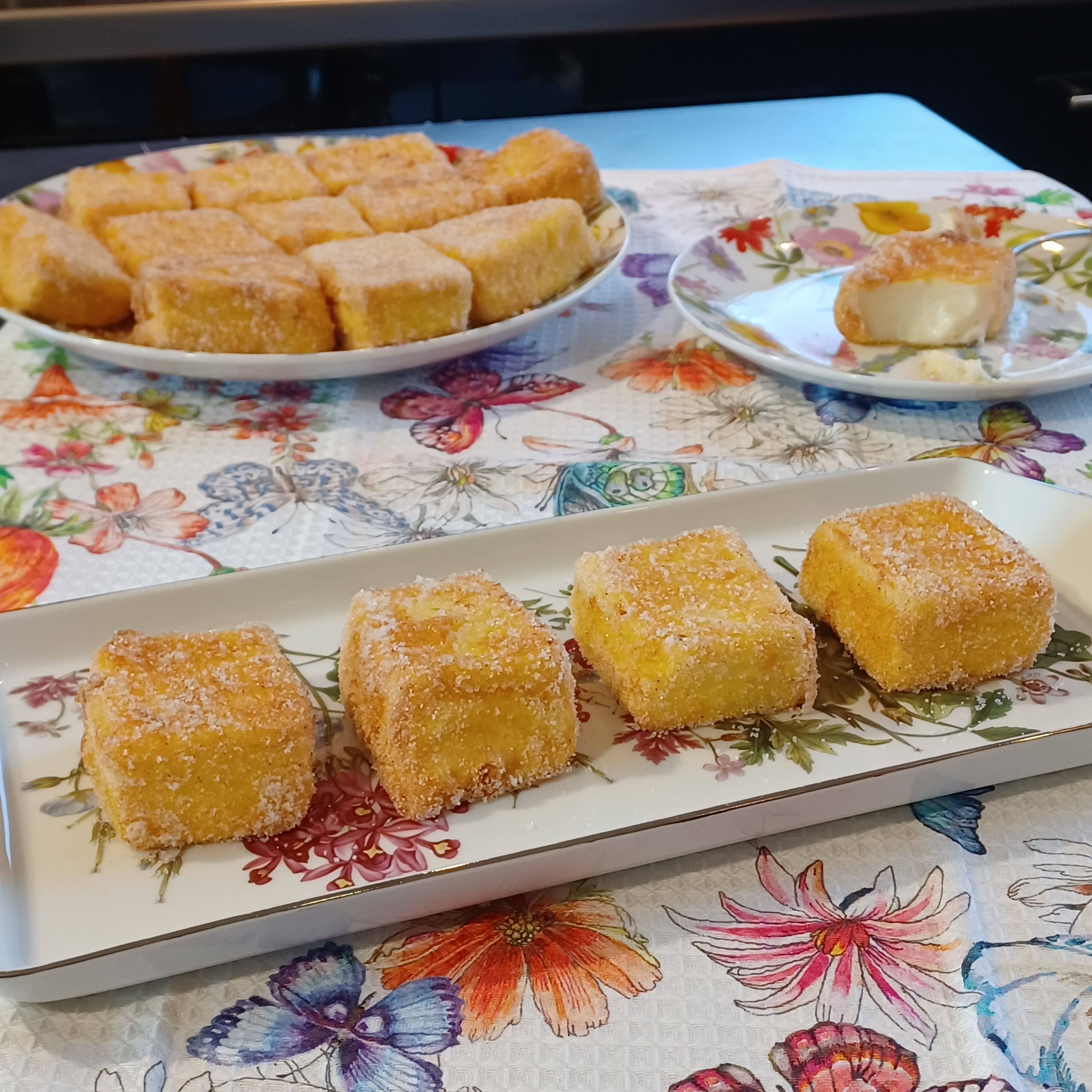
Leche frita preparada con Thermomix

Debido a que sigue siendo tradicional elaborar la leche frita de forma casera y artesanal, existen muchas variantes tanto en la receta como en la forma de preparación y la presentación final. Todas ellas tienen en común la cocción de la leche con azúcar, canela en rama y opcionalmente cáscara de limón. En un bol se mezclan azúcar, harina y yema de huevo, incorporando luego la leche templada para mezclar bien y cocer a fuego suave. Se obtiene así una masa espesa que se dispone en una fuente untada con mantequilla fundida, con un espesor de 1 a 2 cm, y se deja enfriar para luego cortarla en porciones alargadas, cuadradas, rectangulares o romboidales. Se rebozan éstas en harina y huevo batido y se fríen, sirviendo espolvoreadas con azúcar y canela en polvo. Pueden hacerse con otro sabor, como es el chocolate, añadiendo una o dos cucharadas de cacao en polvo a la mezcla de la harina.